# Eldar Mansurov

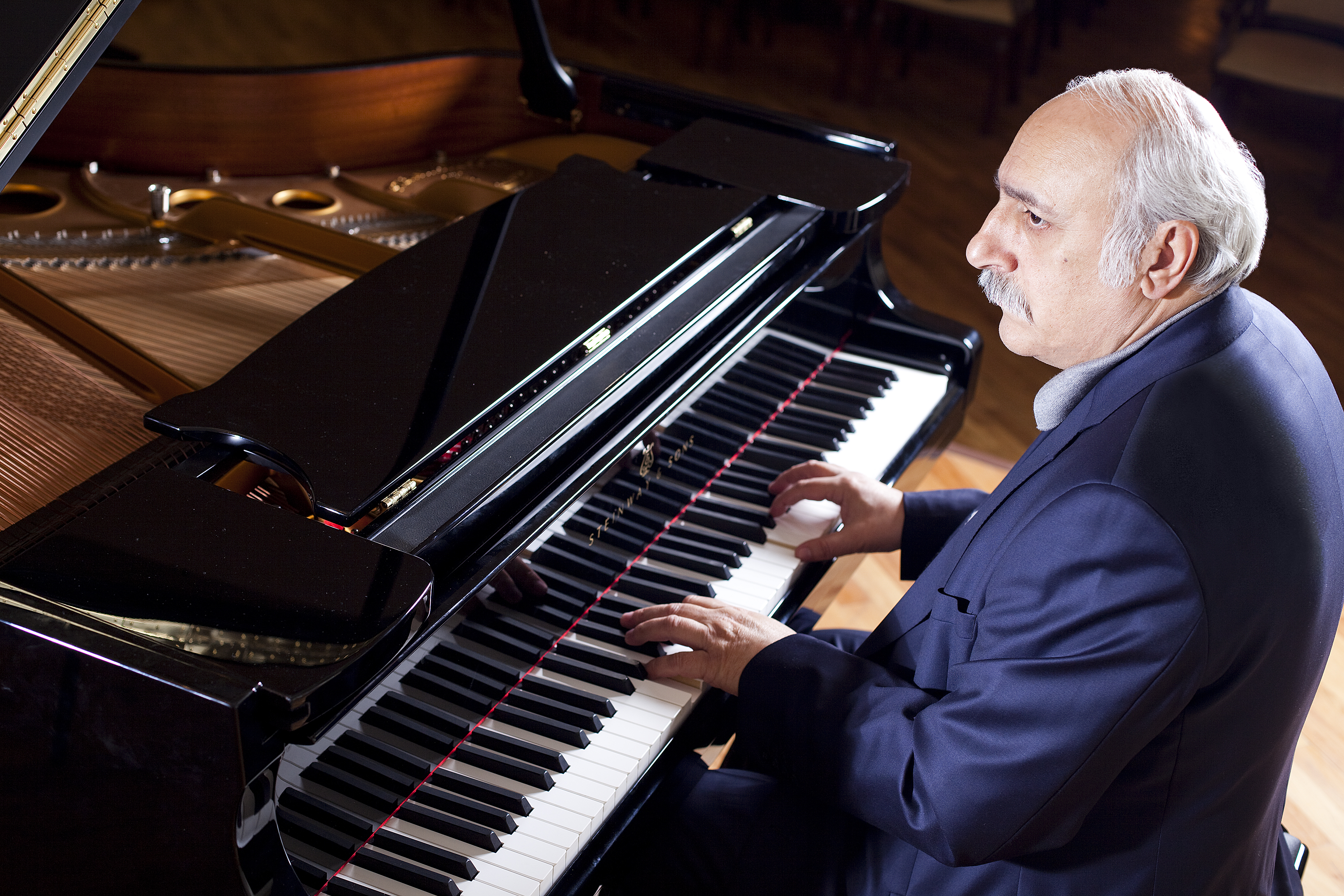
Eldar Mansurov

Eldar Bəhram oğlu Mansurov (russisch Эльдар Бәһрам оғлу Мансуров; * 28. Februar 1952) ist ein aserbaidschanischer Musiker, Komponist und Songwriter.

## Leben und Karriere

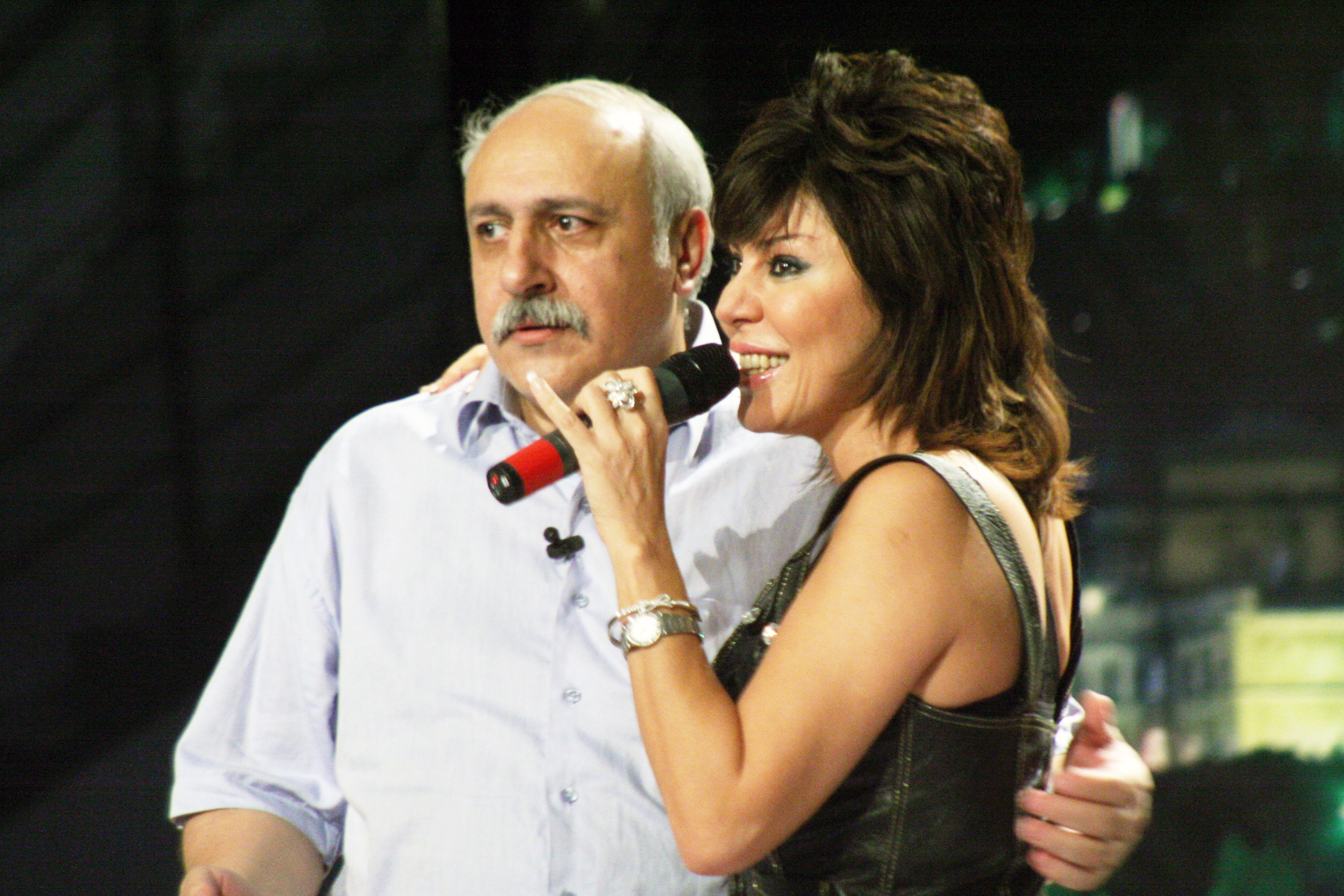
Eldar Mansurov und Brilliant Dadaşova (2007)

Mansurov wurde als Sohn des Musikers Bəhram Mansurov geboren. Er erlernte das Klavierspiel bei Asəf Zeynallı und studierte 1974–1979 an der Musikakademie Baku bei Jovdat Hajiyev. Mansurov lieferte klassische Kompositionen für eine Reihe von Filmen und Theaterproduktionen sowie populäre Songs wie Bayatılar und Bahramnameh. 

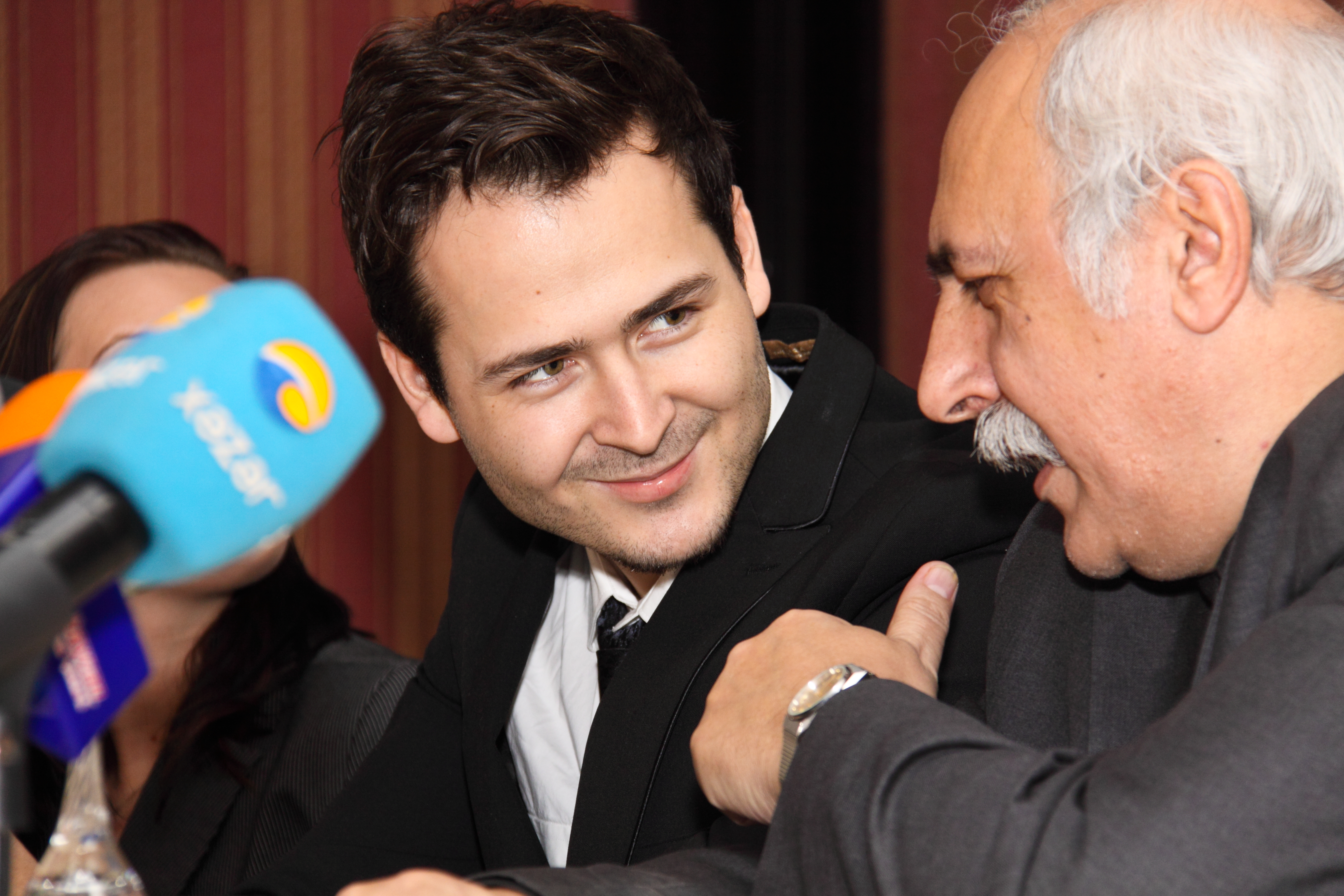
Eldar Mansurov und Edward Maya

Bayatılar mit dem Text von Vahid Aziz wurde von der Sängerin Brilliant Dadaşova erstmals gesungen und weltweit bekannt. Bekannte türkischer Musiker wie Levent Yüksel und Sezen Aksu oder die griechische Sängerin Keti Garbi coverten den Song ebenfalls (siehe Zalim oder Esena Mono). Das Lied ist zudem die Grundlage des Refrains des internationalen Eurodance-Hits Stereo Love von 2009 der rumänischen Musiker Edward Maya und Vika Jigulina. Ein Urheberrechtsstreit über das Lied führte dazu, dass Maya zugab, dass der Refrain in seinem Lied tatsächlich von Mansurovs Bayatılar übernommen wurde.

## Privates
Eldar Mansurov ist verheiratet, hat zwei Söhne und vier Enkelkinder. Sein jüngerer Bruder Elkhan Mansurov ist ebenfalls Musiker.

## Diskografie

### Alben
- Fairytales of Ichari Shahar (2 CDs)
- Without You – Sensizlik (2 CDs)
- Motherland – Veten Saqolsun!
- Symphonic gravures

### Singles (Auswahl)
- Bayatılar (mit Brilliant Dadaşova)
- Gecələr Keçir (mit Aygün Kazımova)
- Yada Sal Məni (mit Mübariz Tağıyev)
- Bir Sabah (mit Mübariz Tağıyev)
- Bahramnameh